# Adam Shankman
Adam Michael Shankman (Los Angeles, 27 novembre 1964) è un regista, ballerino e coreografo statunitense.

## Biografia
Apertamente gay, Shankman ha studiato alla Juilliard School, come ballerino ha partecipato ad alcuni videoclip di Paula Abdul e Janet Jackson. Ha curato le coreografie per molti film, tra cui La famiglia Addams 2, Don Juan De Marco - Maestro d'amore, Boogie Nights - L'altra Hollywood, Kiss Me e alcuni episodi di Buffy l'ammazzavampiri, sul cui set conosce l'attrice Sarah Michelle Gellar, di cui diventa buon amico presenziando alle sue nozze con Freddie Prinze Jr..
Debutta alla regia nel 2001, dirigendo la commedia romantica Prima o poi mi sposo, in seguito dirige altri film come I passi dell'amore - A Walk to Remember e Missione tata. Nel 2007 dirige il musical Hairspray, remake di Grasso è bello di John Waters. L'anno successivo dirige la commedia fantastica Racconti incantati. Nel 2011 dirige il musical Rock of Ages, tratto dal famoso omonimo musical di Broadway, dotato di un cast stellare, tra cui Catherine Zeta-Jones, Tom Cruise e Alec Baldwin.

## Filmografia

### Regista
- Prima o poi mi sposo (The Wedding Planner) (2001)
- I passi dell'amore - A Walk to Remember (A Walk to Remember) (2002)
- Un ciclone in casa (Bringing Down the House) (2003)
- Missione tata (The Pacifier) (2005)
- Il ritorno della scatenata dozzina (Cheaper by the Dozen 2) (2005)
- Hairspray - Grasso è bello (Hairspray) (2007)
- Racconti incantati (Bedtime Stories) (2008)
- Rock of Ages (2012)
- What Men Want - Quello che gli uomini vogliono (What Men Want) (2019)
- Come per disincanto - E vissero infelici e scontenti (Disenchanted) (2022)